# Riccardo Bacchelli
Riccardo Bacchelli (* 19. April 1891 in Bologna; † 8. Oktober 1985 in Monza) war ein italienischer Journalist und Schriftsteller.

## Leben
Bacchelli begann ein Studium an der Universität Bologna, welches er jedoch abbrach. Nachdem er einige Jahre als Journalist gearbeitet hatte, ließ er sich als freischaffender Schriftsteller nieder. In Bacchellis Frühwerk war – neben Theaterstücken und Novellen – Lyrik ein großer Schwerpunkt; im späteren Schaffen waren es dann mehr und mehr Romane.
Europaweit bekannt wurde er aber mit seinen historischen Romanen, welche er ebenso sachkundig wie spannend gestalten konnte. In "Die Mühle am Po" zeichnet Bacchelli ein detailgetreues Bild der Geschichte Italiens vom Ende der napoleonischen Zeit über die Entstehung des modernen Staates Italien bis hin zum Ersten Weltkrieg. Über die Geschichte des italienischen Sozialismus gibt Bacchelli Auskunft in seinem kritischen Werk "Der Teufel auf dem Pontelungo".
Im Alter von 94 Jahren starb der Schriftsteller Riccardo Bacchelli am 8. Oktober 1985 in Monza.

## Werke (Auswahl)
- Du bist mein Vater nicht mehr. Hegner, Köln, 1965 (Roman über Franz von Assisi)
- Itamar, der Geheilte von Gervase. Huber, Frauenfeld 1953
- Der Komet. Ein tragikomischer Roman. Klett-Cotta, Stuttgart 1990, ISBN 3-608-95667-0
- Eine leidenschaftliche Ehe. Droste-Verlag, Düsseldorf 1942
- Die Mühle am Po. Roman. Dtv, München 1994, ISBN 3-423-11959-4
- Der Sohn des Lais. Geschichte einer Liebe. Stuttgarter Verlag, Stuttgart 1950
- Der Teufel auf dem Pontelungo. Ein Roman um Bakunin. Manesse-Verlag, Zürich 1972, ISBN 3-7175-1432-6 (Roman über Michail Alexandrowitsch Bakunin)

## Verfilmungen
- 1948: Die Mühle am Po (Il mulino del Po)
- 1952: Der Rebell von Tacca del Lupo (Il brigante del Tacca del Lupo)